# シェイクスピア21
『シェイクスピア21』（ShakespeaRe-Told）は、イギリス（BBC）のテレビドラマ。
ウィリアム・シェイクスピアの4つの作品を現代を舞台に再創造。イギリスでは2005年に、日本ではザ・シネマで放送された。

## から騒ぎ
- 監督：ブライアン・パーシヴァル
- 出演：ダミアン・ルイス、サラ・パリッシュ、ビリー・パイパー、トム・エリス、アンドリュー・バークレイ、マーティン・ジャーヴィス、パトリック・ライカート
- ストーリー：あるTVの報道番組の新レポーターにベネディックが抜擢された。局長レオナルドの人事に、女性レポーターのベアトリスは不服。何故なら彼女は過去にベネディックと恋のいざこざがあり、今や犬猿の仲だったからだ。そこでレオナルドの指示のもと、制作スタッフは険悪な雰囲気のふたりを、両想いにさせる計画を実行するが…。

## マクベス
- 監督：マーク・ブロゼル
- 出演：ジェームズ・マカヴォイ、キーリー・ホーズ、ジョセフ・ミルソン、ヴィンセント・リーガン、リチャード・アーミティッジ、フィリップ・ウィットチャーチ、リチャード・ライディングス、ラルフ・アイネソン、トビー・ケベル
- ストーリー：人気レストランの調理場を仕切るジョーと、マネージャーを務める妻のエリャ。そしてジョーの親友であるビリー。彼らは仕事の帰り道、怪しげな3人のごみ収集人から不気味な予言を受ける。待ち受ける未来を知ってしまった彼らは、野心と裏切りの渦に巻き込まれていく…。

## じゃじゃ馬ならし
- 監督：デヴィッド・リチャーズ
- 出演：シャーリー・ヘンダーソン、ルーファス・シーウェル、ツイッギー、デヴィッド・ミッチェル、サイモン・チャンドラー、ジェイミー・マーレイ、フェデリコ・ザンニ、スティーヴン・トンプキンソン
- ストーリー：党首就任も目前と噂される政治家のキャサリンは、気も人遣いも荒く、周囲から恐れられる存在だった。一方、妹ビアンカはスレンダーな美女。求愛する男性は後を絶たないが「姉が結婚するまでは私もしない」といなすばかり。そこでビアンカの愛を勝ち取ろうとした面々が、キャサリンの相手として連れてきたのが豪放磊落なペトルーキオ。はたして“じゃじゃ馬”キャサリンは彼と恋に落ちるのだろうか？

## 真夏の夜の夢
- 監督：ピアー・ウィルキー
- 出演：ビル・パターソン、イメルダ・スタウントン、レニー・ジェームズ、シャロン・スモール、ディーン・レノックス・ケリー、ウィリアム・アッシュ、ルパート・エヴァンス、ジョニー・ヴェガス、ミナ・アンウォー
- ストーリー：湖畔のレジャー施設で親戚を招いて婚約発表をする予定の娘ハーミア。しかし彼女は幼なじみの婚約者ジェームズをさしおいて、ザンダーという青年への愛を抱く。そして彼女の親友ヘレナはジェームズに片思い。湖畔の森の妖精パックが振りまいた媚薬がもとで、さらにややこしい事態を招くことになり…。